# 레푸블리카-테아트로델로페라역
레푸블리카-테아트로 델로페라역(이탈리아어: Repubblica - Teatro dell'Opera)은 로마 지하철 A선의 역 중 하나이다. 이 역은 1980년에 영업을 시작했으며 피아자 델라 레푸블리카 밑에 놓여 있다고 해서 이름을 따서 붙여졌다.

## 역 시설
이 역에는 다음과 같은 시설이 있다.
- 매표소
- 에스컬레이터
- 역 감시카메라 (CCTV)

## 역 근처
- 피아자 델라 레푸블리카 (Piazza della Repubblica)
  - 폰타나 델레 나이아디 (Fontana delle Naiadi)
  - 디오클레티아누스 욕장
  - 산타 마리아 델리 안젤리 수도원 학교 (Santa Maria degli Angeli e dei Martiri)
  - 로마 국립박물관
  - 미네르바 메디카 신전 (님파이움)
- 로마 국립 오페라 극장 (Teatro Costanzi, Teatro dell'Opera)
  - 국립극장
- 비아 나치오날레 (Via Nazionale)
  - 콰트로 폰타네가 (Via Quattro Fontane)
  - 비미날레 언덕
  - 이탈리아 내무부
  - 팔라초 델 비미날레 (Palazzo del Viminale)
- 라르고 산타 수산나 (Largo Santa Susanna)
  - 폰타나 델라쿠아 펠리체 오 델 모세 (Fontana dell'Acqua Felice o del Mosè)
  - 산타 수산나 성당
  - 산타 마리아 델라 비토리아 성당
    - 베르니니의 성 테레사의 법열

  - 산 베르나르도 알레 테르메 교회 (San Bernardo alle Terme)
- XX 세템브레 가 (Via XX settembre)
  - 이탈리아 재무부
  - 포르타 피아 (Porta Pia)